# Ifigenia in Tauride
Ifigenia in Tauride o Ifigenia fra i Tauri (Ἰφιγένεια ἡ ἐν Ταύροις) è una tragedia di Euripide. Alcuni pongono la sua prima rappresentazione nel 414 a.C., altri nel 411 a.C. o nel 409 a.C.

## Trama
Ifigenia scampò per poco dall'essere immolata dal padre Agamennone come vittima sacrificale (vedi Ifigenia in Aulide): all'ultimo momento la dea Artemide (per la quale il sacrificio avrebbe dovuto essere fatto) intervenne sostituendola con un cervo, e portando la principessa in Tauride. Divenuta sacerdotessa al tempio di Artemide, si trovò a dover forzatamente svolgere il crudo compito di eseguire il sacrificio rituale di ogni straniero che sbarcasse sulla penisola taurica.
Nel frattempo il fratello Oreste, aiutato dalla sorella Elettra e da Pilade, ha ucciso Clitennestra, sua madre, per vendicare l'uccisione del padre Agamennone. Tormentato dalle Erinni, Oreste è spesso preda di attacchi di follia. 
Incaricato da Apollo di rubare una statua sacra di Artemide da portare ad Atene per essere liberato dal tormento, si reca con Pilade in Tauride, non sapendo della presenza della sorella, ma viene catturato insieme all'amico, e portato al tempio per essere ucciso, come di consueto. Ifigenia e Oreste si riconoscono, e architettano la fuga, portando con sé la statua di Artemide. Atena compare nel finale per dare alcune istruzioni ai tre.

## Commento
Spicca su tutti il "tòpos" della morte apparente: tutta la Grecia pensava che Ifigenia fosse stata immolata dal padre Agamennone come vittima sacrificale, per permettere alle navi greche la spedizione contro Troia, invece la ragazza è viva ed è sacerdotessa in Tauride con in cuore l'odio verso i greci che, in nome di una guerra, non si sono opposti al suo sacrificio.
Il mito sottolinea come un presunto sacrificio scateni un'infinita serie di morti: Clitennestra uccide il marito per vendicare la figlia e a sua volta la donna e il suo amante Egisto vengono uccisi dall'altro figlio Oreste per vendicare il padre. E qui subentra l'aspetto divino: Oreste è perseguitato dalle Erinni e non trova pace; interviene Apollo che incarica il giovane di rubare una statua sacra ad Artemide e di portarla ad Atene per liberarsi per sempre da ogni tormento.
Insomma, è la sorte a governare la vita dell'uomo mitico: la stessa Ifigenia, parlando al fratello riconosciuto, si domanda “Quale sorte mi toccherà?” (v. 874) e parla sia di una sorte che salva sia di una sorte che condanna, quella sorte che ha salvato lei dalla morte sull'altare e che ha salvato il fratello dall'immolazione (buona sorte), ma anche quella sorte che ha scatenato omicidi e vendette apportando il male in famiglia (cattiva sorte). Parla di "sorte" anche Pilade, il migliore amico di Oreste, compagno di avventure (e sventure): “Il saggio sa cogliere l'occasione propizia”.
Viene quindi introdotto il motivo del “momento opportuno”, l'“attimo fatale” che, se colto, porta fortuna (nel senso positivo) ed evita il dolore. Nella vita di ogni eroe o personaggio mitico appare evidente il ruolo della sorte: tutto è sempre appeso ad un filo o dipendente da una decisione divina. Tutti gli eventi attorno ad una figura mitologica sono strettamente legati alla religione e soprattutto ai riti: in questo testo è inevitabile comprendere il punto di vista euripideo in merito alla ritualità dei Greci; tra mondo umano e mondo divino Euripide individua un'inesistenza di comunicazione: secondo lui ha tutto in mano il singolo uomo che, a causa delle passioni mortali, cede al male. Secondo Euripide (sofista) le divinità esistono perché gli uomini ne hanno bisogno e lo stesso vale per il mito (verso cui lui stesso è scettico).
La trama sottolinea l'inutilità degli oracoli o dei riti, infatti, nonostante Ifigenia sia ancora viva, le navi greche sono partite (e tornate) da Troia; la morte della fanciulla sembrava essere l'unica e inevitabile soluzione e invece non è stato così. Da un altare, Ifigenia, rapita, si ritrova catapultata in una terra non sua a compiere riti sacrificali: da vittima a carnefice (ribaltamento dei ruoli). Tutti la credono morta e anche lei si sente morta (“La Grecia intera mi ha uccisa”). Il fratello supera ostacoli, difficoltà e avversioni divine per recarsi in questa terra barbara e inospitale (la Tauride) in cerca della pace dalle Erinni.
Per arrivare in Tauride, la traversata dell'“inospitale” Mar Nero è la metafora della vita di Oreste: un'esistenza complicata e “cruda” (il Mar Nero) per poi raggiungere la felicità (il ricongiungimento con la sorella). È l'arrivo di Oreste (e dell'amico Pilade) in Tauride l'episodio iniziale della tragedia. Mandati da Apollo, i due cercano pace, ma incontrano una prospettiva di morte; catturati, vengono portati al tempio per essere sacrificati secondo l'usanza.
La sacerdotessa è la sorella Ifigenia. Si apre una lunga sequenza fatta di momenti ambigui e che sfocia nel riconoscimento dei due consanguinei. Oreste spiega alla sorella che è stato incaricato da Apollo di portare la statua di Artemide ad Atene per espiare le sue colpe. Inizia una sequenza in cui l'astuzia della donna elabora un piano che i tre attueranno poi con successo.

## Il testo
La tragedia sembra essere divisa in due grandi parti separate dalla scena del riconoscimento: una prima parte (“lenta” e “piatta”), in cui due grandi monologhi drammatici aumentano il "pathos" alla narrazione, e una seconda parte (più psicologica e brillante), in cui si assiste all'elaborazione del piano per raggiungere la salvezza e l'espiazione.
La vicenda è tutta retta dagli dei e tutto ruota attorno a figure divine: lo scopo del viaggio è dettato da Apollo, la meta è una terra (e un tempio) di Artemide, e uno dei personaggi principali (Ifigenia) è una sacerdotessa. Una tragedia così ricca di spunti religiosi era molto suggestiva e apprezzata: il pubblico si identificava in questi personaggi colpiti da sorte divina avversa e riuscivano a giustificare ogni male nella loro vita. Gli spettatori, vedendo tragedie come questa, elaboravano anche una buona opinione della loro terra; infatti, Euripide descrive le terre lontane (popolate dai “barbari” – non greci) come selvaggi, crudeli, primitivi luoghi di convivenza incivile.
La tragedia si apre con un monologo (lungo 66 versi) in cui Ifigenia, sola in scena, descrive la situazione e mette gli spettatori al corrente degli antefatti. Parla della sua storia, delle sue vicende, del passato e del presente. 
Una prima interessante immagine è quella del sogno: la protagonista ricorda quando “la notte è venuta recando visioni strane” e racconta il sogno interpretandolo univocamente come se le immagini evocate nella sua mente fossero corrette, certe, sicure. Il sogno è un motivo drammaturgico importante e abbastanza ricorrente: consente raccordi temporali e spaziali con fatti remoti o fuori scena, e consente di filtrare la violenza attraverso allusioni moltiplicatrici degli eventi drammatici. In questo caso il sogno ha la funzione di legare la storia di Ifigenia e quella di Oreste, spiegando il polo taurico e quello greco (contrapposti).
La tragedia continua con l'ingresso in scena del coro che, “dialogando” con Ifigenia, annuncia l'arrivo di un mandriano: questo personaggio ricopre la figura del messaggero preposto all'annuncio di avvenimenti accaduti fuori scena; l'uomo descrive la cattura dei due giovani stranieri e, su ordine della donna li conduce al tempio. L'incontro tra i due fratelli è l'inizio di un lungo processo di riconoscimento tipico della tragedia: lunghe sticomitie e monologhi brevi permettono il riconoscimento. Il dialogo, strutturato con un intenso botta e risposta (più di cento versi alternati tra l'uno e l'altro personaggio), crea un'atmosfera frenetica e agitata che poi si risolverà con l'agnizione dei due parenti. Tramite domande incrociate e verifiche accurate, i due si convincono della parentela e, da "straniero", Oreste entra nel cuore della sorella come "amata".
Il riconoscimento permette l'inizio di una seconda parte della tragedia: finisce la sezione “religiosa" ed inizia la sezione più vivace in cui lo scopo è la fuga e il mezzo è l'astuzia.